# نبرد زمار
نبرد زِمار اشاره به نبردهایی میان نیروهای خلافت اسلامی با پیش‌مرگان اقلیم کردستان عراق بر سر چیرگی بر شهر زمار در استان نینوای عراق می‌دارد. این نبردها بخشی از حملهٔ نیروهای خلافت اسلامی به شمال عراق در سال ۲۰۱۴ است.
در ۲ اوت سال ۲۰۱۴ میلادی، نیروهای خلافت اسلامی حمله به پیش‌مرگان اقلیم کردستان را آغاز و در ۳ اوت پس از بیرون راندن پیش‌مرگان اقلیم کردستان، موفق به تسخیر سد موصل، حوزهٔ نفتی عین‌زاله، شهر کوچک زمار و سنجار شدند.
در سپتامبر ۲۰۱۴ پیش‌مرگان کُرد ادعا کردند که زمار را بازپس‌گرفتند اما پس از چندی با دادن تلفاتی سنگین عقب‌نشینی کردند. در نهایت در تاریخ ۲۵ اکتبر نیروهای پیش‌مرگ اقلیم کردستان با پشتیبانی حمله‌های هوایی آمریکا موفق به بازپس‌گیری زمار از نیروهای خلافت اسلامی شدند. در همین نبرد سه پیشمرگهای کردستان به نامهای مولود، احمد و نجات که هر سه نفرشان برادر بودند و از اهالی شهرستان سوران بودند کشته شدند.